# Pico da Cruz (Santo Antão)
Pico da Cruz é uma montanha da ilha de Santo Antão, em Cabo Verde, forme uma parte de Parque Natural de Cova-Ribeira da Torre-Paul.